# Aire de répartition

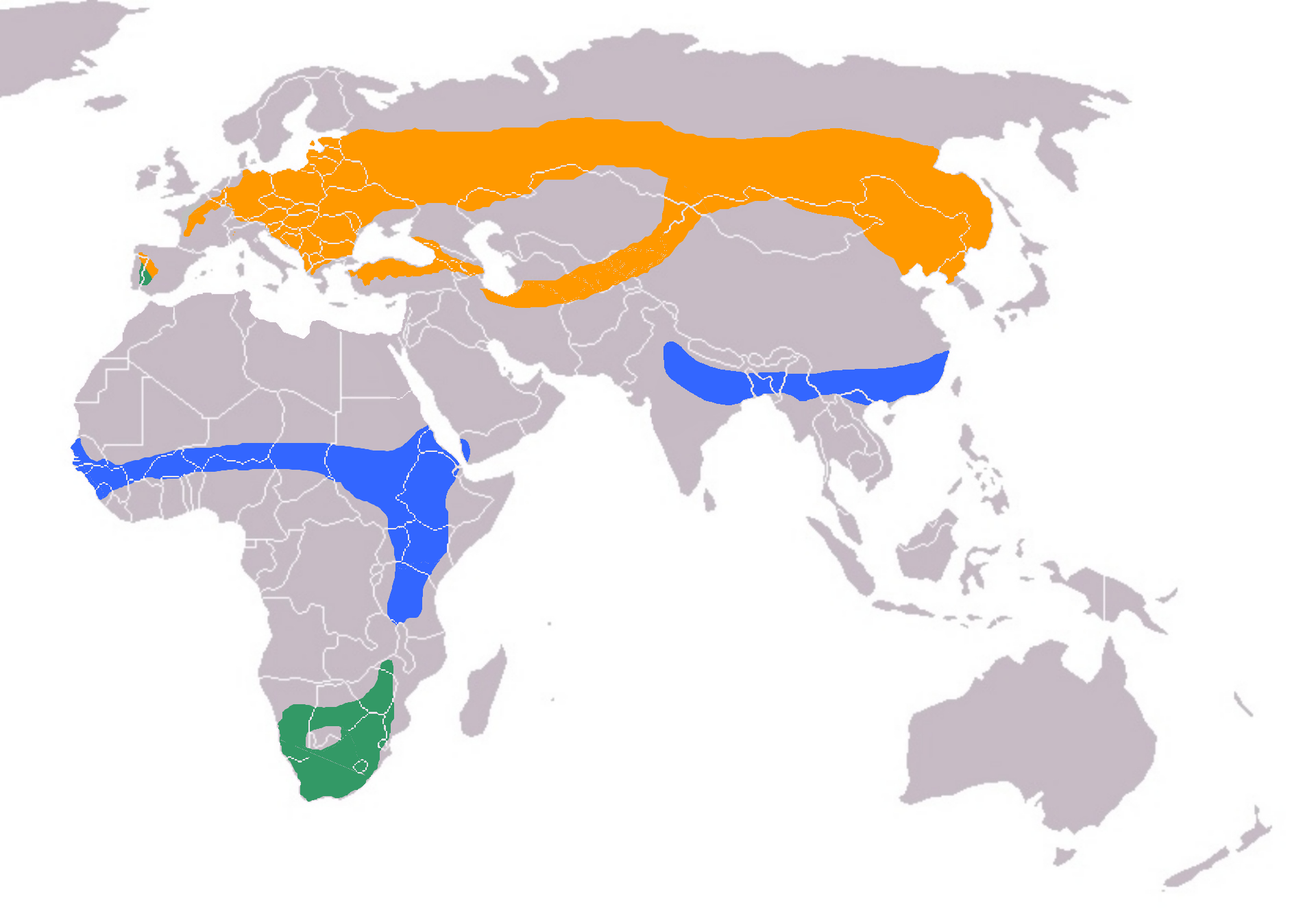
Exemple d'aire de répartition d'espèce vivante (ici la Cigogne noire).

L’aire de répartition, appelée aussi aire de distribution ou simplement distribution, est la zone délimitant la répartition géographique d'une espèce vivante ou de toute autre unité taxonomique qui inclut la totalité de ses populations.
L'aire d'une espèce peut être continue ou au contraire disjointe (répartition en métapopulations).
L'étude descriptive de la répartition géographique des espèces vivantes est la géonémie et celle explicative de ses causes est la chorologie.

## Différence entre «aire de répartition» et «répartition spatiale d'une population»
L'aire de répartition géographique ne doit pas être confondue avec la répartition spatiale d'une population qui est la modalité de répartition à l'intérieur d'un biotope des individus constituant une population d'une espèce déterminée.

## Notion relative
Les aires de répartition grandissent et se réduisent au fur et à mesure de l'évolution et de la disparition de certaines populations.
- Pour des espèces existant depuis longtemps, elles ont aussi évolué avec la dérive des continents et selon les grands changements climatiques (cycles glaciaire et interglaciaire, etc.).
- Plus récemment, des changements chorologiques dus à l'homme sont observés, avec la modification des ressources halieutiques (surpêche), le réchauffement climatique[1] et peut être des phénomènes plus locaux (microclimats) qui ne permettent plus la survie de certaines espèces ou qui dégradent leurs corridors biologiques[2].

## Proposition de classification des aires de répartition en Europe

### Distributionsubcosmopolite
Espèces présentes sur plusieurs continents dans certaines conditions écologiques. Exemple : Fougère aigle (Pteridium aquilinum)

### Distributioncircumboréale
Aire comprenant à la fois les régions tempérées ou froides de l’Eurasie et de l’Amérique du Nord. Exemple : Oxalis petite oseille (Oxalis acetosella)

### Distributioneurosibérienne
- a. Espèces boréales

Aire principale occupant la zone des conifères de l’Eurosibérie.
1. Espèces boréomontagnardes : En Europe tempérée, dans les territoires montagneux. Exemple : Épicéa commun (Picea abies)
2. Espèces subboréales : Plus largement répandues en Europe tempérée, dans les régions à étés frais. Exemple : Sorbier des oiseleurs (Sorbus aucuparia), Myrtille (Vaccinium myrtillus)

- b. Espèces eurasiatiques

En Europe tempérée, et se retrouvant au-delà de l’Oural.
Exemple : Petit orme (Ulmus minor), Saule blanc (Salix alba)
- c. Espèces atlantiques

Espèces confinées dans l’ouest de l’Europe tempérée, là où les hivers sont en moyenne doux à modérés.
1. Espèces eu-atlantiques : Dont l’aire est rapidement limitée vers l’est. Exemple : Jacinthe des bois (Hyacinthoides non-scripta)
2. Espèces subatlantiques : Dont l’aire va plus loin vers l’est. Exemple : Petit ajonc (Ulex minor), Bruyère à quatre angles (Erica tetralix)

- d. Espèces supraméditerranéennes

Montagnes ceinturant le bassin méditerranéen, remontant parfois assez loin vers le nord. Exemple : Hippocrepis emerus, Érable à feuilles d'obier (Acer opalus)
- e. Espèces balkano-pontiques

Espèces orientales pénétrant dans la région du Danube, le sud des Alpes, le fossé rhénan et le sud de la France. Exemple : Chêne chevelu (Quercus cerris)
- f. Espèces européennes ou médioeuropéennes

Entre taïga, steppes orientales et zone méditerranéenne. Exemple : Chêne pédonculé (Quercus robur), Muguet (Convallaria majalis)
1. Espèces subocéaniques. Exemple : Hêtre (Fagus sylvatica)
2. Espèces subcontinentales. Exemple : Tilleul à petites feuilles (Tilia cordata), Charme (Carpinus betulus)
3. Espèces méridionales. Exemple : Alouchier (Sorbus aria), Tilleul à grandes feuilles (Tilia platyphyllos)
4. Espèces montagnardes, périalpines. Exemple : Sapin pectiné (Abies alba), Sceau de Salomon verticillé (Polygonatum verticillatum)

### Distributionméditerranéenne
1. Espèces euméditerranéennes. Exemple : Olivier (Olea europea)
2. Espèces méditerranéennes plus larges. Exemple : Chêne vert (Quercus ilex)

### Distribution méditerranéo-atlantique
Bassin méditerranéen avec extensions dans le sud-ouest et l’ouest de l’Europe. Exemple : Chêne liège (Quercus suber), Pin maritime (Pinus pinaster), Bruyère à balais (Erica scoparia).

## Changements des aires de répartition en réponses aux changements globaux
Les récents changements globaux induits par l’activité humaine (dérèglement climatique, destruction et fragmentation des habitats, acidification des océans, etc.) ont un impact sur les changements d’aire de répartition des espèces à travers le globe. En effet, la distribution des espèces et l’étendue de leurs niches écologiques sont influencées par leurs seuils physiologiques de tolérance aux températures, à l’ensoleillement et aux précipitations. L’ensemble des conditions climatiques permettant la présence d’une espèce est appelée enveloppe climatique. Une simple corrélation entre l’augmentation des températures et le déplacement des espèces peut être difficile à observer ; mais leur causalité a aujourd’hui été démontrée,,.
Les températures moyennes à la surface du globe ont augmenté de 0,2 à 0,3 °C ces dernières 40 années, et les prédictions suggèrent une augmentation moyenne des températures de 1 à 3,5 °C d'ici 2100 avec un réchauffement plus prononcé au niveau des pôles. Dans le scénario le plus pessimiste du GIEC, on s’attend à une élévation des températures de 6,5 à 7 °C pour 2100 et dans le scénario le plus optimiste à une élévation de 2 °C.
Cela modifie directement les isothermes (il est estimé qu’une augmentation de 3 °C des températures annuelles moyennes, en zone tempérée, induit une remontée moyenne des isothermes de 300 à 400 km en latitude et de 500 m en altitude), et implique un déplacement des aires de répartition des espèces en altitude et en latitude à un rythme similaire.
Les aires de répartition des espèces dépendent aussi des interactions avec d’autres espèces ainsi que de la structure des habitats, eux aussi affectés par les changements globaux.
Les espèces généralistes et/ou à forte capacité de dispersion sont plus à même de s’adapter aux changements globaux (dérèglement climatique, destruction d’habitat, etc.), et les prédictions suggèrent une augmentation de leur aire de répartition. À l’inverse, les espèces spécialistes sont plus vulnérables.

### État des lieux des aires de répartitions
En conséquence du réchauffement climatique, une étude de 2010 a estimé que 84 % des espèces à travers le globe ont vu leur aire de répartition se déplacer vers les pôles.
En 2011, il a été évalué que les aires de répartition des espèces ont évolué avec un taux médian de + 11 mètres par décennie en altitude et + 16,9 km par décennie en latitude. Plus récemment, une étude menée sur 329 espèces réparties dans 16 taxons différents a estimé que 275 de ces espèces montraient une élévation vers les pôles de leur aire de répartition sur une distance moyenne de 30 à 60 km. Il en va de même pour les altitudes avec 227 espèces voyant leur aire de répartition augmenter en moyenne de 25 m.

#### Changements dans les milieux aquatiques

##### Végétaux aquatiques
Une observation de changement des aires de répartition des végétaux marins a été faite et mise en relation avec les changements globaux. Ainsi, chez le genre Ceratium, appartenant aux dinoflagellés, il a été observé une tendance des espèces à se déplacer vers des eaux plus chaudes ; Ceratium trichoceros s’est ainsi déplacé des côtes sud du Royaume-Uni aux côtes ouest de l’Écosse, et au nord de la mer du Nord.
De même, les aires de répartition de nombreuses macroalgues se sont déplacées plus au nord, suivant l’isotherme de la surface de l’eau. Cette dernière s’est déplacée de 30 à 100 km vers le nord entre 1975 et 2005, et remontera de 600 km vers le nord selon le GIEC. Des algues australiennes ont ainsi migré de 2° de latitude en direction des pôles en 50 ans, tandis que d’autres espèces de l’Atlantique Nord telles que Fucus serratus, Fucus vesiculosus et Ascophyllum nodosum ont remonté vers l’Arctique. Pour ces trois espèces, il est prévu que les côtes du Canada et du Groënland deviennent des habitats adéquats pour ces taxons d’ici 2100.
Ces macroalgues ont la capacité de former des canopées, abris et ressources essentiels pour de nombreuses espèces marines. Ce déplacement d’aire de répartition pourrait ainsi engendrer de nombreuses conséquences écologiques sur les espèces marines associées .

##### Animaux aquatiques
Des variations d’aires de répartition d’animaux marins dues à une hausse globale de la température de l’eau ont été constatées. Ces modifications peuvent également induire des remplacements d’espèces par de nouvelles préférant normalement les eaux méridionales, plus chaudes. Certaines espèces deviennent prédominantes dans des eaux où elles étaient rares auparavant. Par exemple, Serranus scriba et Symphodus ocellatus sont aujourd’hui fortement présentes sur les côtes provençales et corses.
Le sex-ratio de certains taxons comme les reptiles, parmi lesquels on retrouve les Chéloniens, est modifié par le réchauffement global, car déterminé par la température d'incubation des œufs. Cela induit un déséquilibre du sex-ratio et engendre un risque de déclin des populations (50 % des Chéloniens sont considérés « menacés » sur listes rouges UICN). D’ici 2080, il est prédit que 12 % des aires de répartition des espèces de reptiles seront totalement modifiées. Il est estimé que les niches écologiques des Chéloniens tendront ainsi à se déplacer vers des latitudes et altitudes plus élevées en réponse à la hausse des températures et à la fragmentation des habitats. Face à un potentiel adaptatif faible d’un point de vue évolutif, le déplacement des aires de répartition des Chéloniens est le seul moyen de conserver les espèces.
De même, la mortalité accrue des coraux sous l'effet du réchauffement climatique et de l'acidification des océans fragilise ces écosystèmes marins et permet à de nouvelles espèces de s’implanter dans les zones laissées vacantes,.

#### Changements dans les milieux terrestres

##### Végétaux terrestres
Une étude de 2018 estime que les plantes du Nord de l’Europe sont plus fortement impactées que celles du Sud par le réchauffement climatique à cause d’une augmentation des précipitations au nord qui pourrait dépasser la hausse de l’évapotranspiration.
À cause du réchauffement climatique, des espèces tempérées colonisent le sud des aires de répartition des espèces boréales. De plus, Franklin et al. (2016) prévoient que les changements d’aires de répartition soient plus rapides pour les espèces de prairies montagnardes que pour les espèces boréales ou tempérées.
Une étude de 2013 soutient que la fragmentation des habitats ralentit les changements d’aire de répartition, et qu'au contraire, l’abandon des terres les accélère grâce à une baisse de compétition entre les plantes colonisatrices et les natives. Cette étude suggère aussi que les activités humaines affectent les déplacements des végétaux par la dispersion des graines.
Dyderski et al. (2018) classent les végétaux en 3 groupes d’espèces face à différents scénarios de changements globaux : les « gagnants » (espèces tardives : Abies alba, Fagus sylvatica, Fraxinus excelsior, Quercus robur, Quercus petraea) qui augmentent leur aire de répartition, les « perdants » (espèces pionnières ou conifères : Betula pendula, Larix decidua, Picea abies, Pinus sylvestris) qui possèdent une aire réduite, et les espèces invasives (exemple : Pseudotsuga menziesii, Quercus rubra, Robinia pseudoacacia) qui augmentent leur aire de répartition seulement dans les scénarios optimistes et modérés. Les espèces pionnières et les conifères du nord semblent plus menacés du fait d’un manque d’aires à coloniser au nord et d’un manque de tolérance à la sécheresse.
Les changements d’aire de répartition des végétaux affectent les espèces qui les utilisent comme ressources ou habitats,. Ces déplacements sont plus lents que les déplacements des biomes : ce phénomène est appelé « retard de migration »,.

##### Animaux terrestres
Différents exemples de déplacement d’aire de répartition chez les espèces animales terrestres ont été mis en évidence et en relation avec les changements globaux, notamment climatiques. D’après le programme de suivi des oiseaux communs en France, un déplacement des communautés de 91 km s’est opéré vers le nord, parallèlement à un déplacement de l’accroissement des températures de 273 km vers le nord. Cela met en évidence un retard dans l’adaptation des espèces, via un changement de leurs aires de répartition, qu’il est important de prendre en compte. De plus, dans le Michigan, une étude montre que les aires de répartition des souris à pattes blanches et des petits polatouches se sont étendues sur 225 km en l'espace de 40 ans, notamment en direction du nord, parallèlement à une augmentation de 2,11 °C de la température minimale journalière. Il en résulte un dépassement du nombre de petits mammifères issus du sud par rapport aux espèces plus nordiques sur les lieux de l'étude.
Enfin, Ferreira et al. (2016) observent une perte de 91 % de l’espace disponible à la vie des arthropodes sur l'archipel des Açores, certaines espèces étant endémiques. Sur ces îles volcaniques, les changements d’aire de répartition se produisent le long d’un gradient d’altitude, la tendance étant de s’élever vers de plus hautes altitudes au centre des îles.

### Impacts sur la santé humaine
Les changements d'aire de répartition concernent également des populations d'espèces nuisibles à l'homme. La hausse des températures permet d’étendre les aires géographiques de nombreux organismes vecteurs de maladies telles que le choléra, le paludisme ou la dengue,. Les maladies rencontrées actuellement dans les zones tropicales et subtropicales pourraient émerger dans des zones plus tempérées.
Des études sur les leishmanioses causées par Leishmania infantum montrent que les variations de températures déplacent les habitats de ces agents vecteurs vers des zones auparavant non soumises aux risques.
Autre exemple, le cycle de vie des moustiques est fortement régulé par les variations climatiques. Deux espèces de moustiques, Aedes albopictus et Aedes aegypti (principal vecteur de la dengue), sont tolérantes à de larges variations de températures et leurs aires de répartition se déplacent vers le nord de l’Europe, l’est de Amérique du Nord et le sud de Amérique du Sud. L’aire de répartition d’Aedes albopictus s’étend aussi en Australie. La présence de moustiques n’indique pas la présence des virus et parasites responsables des maladies touchant l’Homme, mais elle facilite l’agrandissement de l’aire de répartition des foyers de maladies.
Les tiques sont aussi des vecteurs de maladie, comme les encéphalites, et une étude de 2006 a mesuré que les foyers de cette maladie se déplacent vers le nord de l’Europe.

### Limites des études
Malgré les observations avérées de déplacements d'aire de répartition liés aux changements globaux, les articles soulignent un manque de données et la nécessité d’en récolter de nouvelles afin d’améliorer les modèles et de comprendre plus en détail les causes de ces déplacements,. Par exemple, Campbell et al. (2015) ont noté un manque de données pouvant conduire à des modèles erronés. Ils soutiennent que certaines espèces peuvent par exemple vivre dans une région donnée car elles ont été importées et qu'elles ont pu s’implanter dans cette région puisqu'il s’agit d’une zone urbaine. De plus, d’après Campbell et al. (2015), les modèles peuvent extrapoler les prévisions. Dyderski et al. (2018) remarquent dans leur étude que même si de nombreux modèles de distribution ont été développés, la majorité est basée sur des données de distribution insuffisantes ou utilise des scénarios de changement climatique dépassés.
De plus, le facteur majoritairement étudié est le réchauffement climatique. D’après Corlett et al. (2013), il faut prendre en compte d’autres facteurs pour mieux comprendre les difficultés des espèces à changer leurs aires de répartition. De surcroît, Ehrlen et Morris (2015) préconisent aux démographes de prendre en compte les effets de la densité intraspécifique et ainsi d’intégrer une perspective paysagère. Hickling et al. (2006) soutiennent que des réponses très différentes sont trouvées selon les espèces étudiées. Il faut donc étudier également les réponses taxon par taxon et ne pas se focaliser uniquement sur les changements d’aires globaux afin de comprendre tous les mécanismes mis en jeu.